# Typename

typename是一个C++程序设计语言中的关键字。当用于泛型编程时是另一术语"class"的同义词。在第一版 ISO 标准完成之前的原始 C++ 编译器中，typename关键字还不是 C++ 语言的一部分，当时Bjarne Stroustrup使用class关键字作为模板参数。现在typename是首选关键字，但较旧的源代码可能仍会看到使用class关键字（例如，参见 Bjarne Stroustrup 于 1994 年出版的《The Design and Evolution of C++》与 Bjarne Stroustrup 于 2013 年出版的《The C++ Programming Language: Four Edition》中的源代码示例之间的差异）。这个关键字用于指出模板声明（或定义）中的非独立名称（dependent names）是类型名，而非变量名。以下是对于泛型编程中typename两种迥然不同的用法的解释。

## class关键字的同义词
这是一项C++编程语言的泛型编程（或曰“模板编程”）的功能，typename关键字用于引入一个模板参数，例如：
```
// 定义一个返回参数中较大者的通用函数

template
 
<
typename
 
T
>

const
 
T
&
 
max
(
const
 
T
&
 
x
,
 
const
 
T
&
 
y
)

{

  
if
 
(
y
 
<
 
x
)
 
{

    
return
 
x
;

  
}

  
return
 
y
;

}

```

这种情况下，typename可用另一个等效的关键字class代替，如下代码片段所示：
```
// 定义一个返回参数中较大者的通用函数

template
 
<
class
 
T
>

const
 
T
&
 
max
(
const
 
T
&
 
x
,
 
const
 
T
&
 
y
)

{

  
if
 
(
y
 
<
 
x
)
 
{

    
return
 
x
;

  
}

  
return
 
y
;

}

```

以上两段代码没有功能上的区别。

## 类型名指示符
考虑下面的错误代码：
```
template
 
<
typename
 
T
>

void
 
foo
(
const
 
T
&
 
t
)

{

   
// 声明一个指向某个类型为T::bar的对象的指针

   
T
::
bar
 
*
 
p
;

}

struct
 
StructWithBarAsType
 
{

   
typedef
 
int
 
bar
;

};

int
 
main
()
 
{

   
StructWithBarAsType
 
x
;

   
foo
(
x
);

}

```

这段代码看起来能通过编译，但是事实上这段代码并不正确。因为编译器并不知道T::bar究竟是一个类型的名字还是一个某个变量的名字。究其根本，造成这种歧义的原因在于，编译器不明白T::bar到底是不是“模板参数的非独立名字”，简称“非独立名字”(dependent name)。注意，任何含有名为“bar”的项的类T，都可以被当作模板参数传入foo()函数，包括typedef类型、枚举类型或者变量等。
为了消除歧义，C++语言标准规定：
A name used in a template declaration or definition and that is dependent on a template-parameter is assumed not to name a type unless the applicable name lookup finds a type name or the name is qualified by the keyword typename.
意即出现上述歧义时，编译器将自动默认bar为一个变量名，而不是类型名。
所以上面示例代码中的T::bar * p会被解释为T::bar乘以p(但p无处可寻)，而不是声明p为指向T::bar类型的对象的指针。
实际上，就算StructWithBarAsType里定义了bar是int类型也没用，因为在编译foo()时，编译器还没看到StructWithBarAsType。
如果还有另一个名为StructWithBarAsValue的类，如下：
```
struct
 
StructWithBarAsValue
 
{

    
int
 
bar
;

};

```

那么，编译器就会把foo()里的
```
T
::
bar
 
*
 
p

```

翻译成访问StructWithBarAsValue::bar这个成员数据，但是StructWithBarAsValue里的bar并非静态成员数据，所以还是会报错。
解决问题的最终办法，就是显式地告诉编译器，T::bar是一个类型名。这就必须用typename关键字，例如：
```
template
 
<
typename
 
T
>

void
 
foo
(
const
 
T
&
 
t
)

{

   
// 声明一个指向某个类型为T::bar的对象的指针

   
typename
 
T
::
bar
 
*
 
p
;

}

```

这样，编译器就确定了T::bar是一个类型名，p也就自然地被解释为指向T::bar类型的对象的指针了。